# سيسيل ويلسون
سيسيل ويلسون (9 سبتمبر 1860 - 20 يناير 1941) (بالإنجليزية: Cecil Wilson)‏ هو لاعب كريكت بريطاني (وحمل سابقاً جنسية المملكة المتحدة لبريطانيا العظمى وأيرلندا).

## وصلات خارجية
- سيسيل ويلسون على موقع إي آس بي آن كريك إنفو (الإنجليزية)